# Campioni italiani assoluti di atletica leggera - Corsa in montagna femminile
Questa pagina raccoglie un elenco di tutte le campionesse italiane dell'atletica leggera nella corsa in montagna, disciplina per la quale si disputa il campionato nazionale dal 1980.

## Albo d'oro
| Anno | Atleta (società)                                           | Prestazione |
| ---- | ---------------------------------------------------------- | ----------- |
| 1980 | Agnese Possamai ?                                          |             |
| 1981 | Agnese Possamai ?                                          |             |
| 1982 | Maria Canins ?                                             |             |
| 1983 | Alba Milana ?                                              |             |
| 1984 | Gabriella Carletti ?                                       |             |
| 1985 | Manuela Di Centa ?                                         |             |
| 1986 | Valentina Bottarelli ?                                     |             |
| 1987 | Maria Cocchetti ?                                          |             |
| 1988 | Maria Cocchetti ?                                          |             |
| 1989 | Manuela Di Centa ?                                         |             |
| 1990 | Maria Cocchetti ?                                          |             |
| 1991 | Manuela Di Centa ?                                         |             |
| 1992 | Antonella Molinari ?                                       |             |
| 1993 | Nives Curti ?                                              |             |
| 1994 | Nives Curti ?                                              |             |
| 1995 | Nives Curti ?                                              |             |
| 1996 | Flavia Gaviglio ?                                          |             |
| 1997 | Maria Grazia Roberti ?                                     |             |
| 1998 | Rosita Rota Gelpi Gruppo Sportivo Forestale                |             |
| 1999 | Rosita Rota Gelpi Gruppo Sportivo Forestale                |             |
| 2000 | Pierangela Baronchelli C.A. Olimpia - C.M. Valseriana Sup. |             |
| 2001 | Flavia Gaviglio ?                                          |             |
| 2002 | Vittoria Salvini Atletica Valle Brembana                   |             |
| 2003 | Antonella Confortola Gruppo Sportivo Forestale             |             |
| 2004 | Flavia Gaviglio Team Lotti                                 |             |
| 2005 | Vittoria Salvini Atletica Valle Brembana                   |             |
| 2006 | Maria Grazia Roberti Gruppo Sportivo Forestale             |             |
| 2007 | Vittoria Salvini Atletica Valle Brembana                   |             |
| 2008 | Elisa Desco Atletica Valle Brembana                        |             |
| 2009 | Valentina Belotti Runner Team 99                           |             |
| 2010 | Valentina Belotti Runner Team 99                           |             |
| 2011 | Antonella Confortola Gruppo Sportivo Forestale             |             |
| 2012 | Antonella Confortola Gruppo Sportivo Forestale             |             |
| 2013 | Elisa Desco Atletica Alta Valtellina                       |             |
| 2014 | Alice Gaggi Runner Team 99                                 |             |
| 2015 | Elisa Desco Atletica Alta Valtellina                       |             |
| 2016 | Valentina Belotti Atletica Alta Valtellina                 |             |
| 2017 | Alice Gaggi La Recastello Radici Group                     |             |
| 2018 | Elisa Desco Atletica Alta Valtellina                       |             |
| 2019 | Elisa Desco Atletica Alta Valtellina                       |             |
| 2020 | Gaia Colli Atletica Valle Brembana                         |             |
| 2021 | Francesca Ghelfi Podistica Valle Varaita                   |             |
| 2022 | Francesca Ghelfi Podistica Valle Varaita                   |             |
| 2023 | Vivien Bonzi La Recastello Radici Group                    |             |
| 2024 | Vivien Bonzi La Recastello Radici Group                    |             |